# Generations (televisieserie)
Generations was een Amerikaanse soapserie die liep op de NBC van 27 maart 1989 tot 25 januari 1991. 
De serie was baanbrekend omdat ze de eerste soapserie was die een Afro-Amerikaans gezin hadden bij de start van de serie. De serie nam de zendtijd in die Search for Tomorrow had achtergelaten toen het in 1986 stopte. De kijkcijfers waren erg laag en de serie stopte na 22 maanden. Door de Golfoorlog werd de laatste episode niet uitgezonden. De serie werd opnieuw uitgezonden door BET, een Amerikaanse zender die Afro-Amerikanen als doelgroep had. In 1993 werd dan eindelijk de laatste aflevering uitgezonden.
Enkele acteurs die meespeelden en ook hier bekend zijn: Kelly Rutherford (Melrose Place), James Reynolds (Days of our Lives), Tonya Lee Williams en Kristoff St. John (The Young and the Restless).